# Bystra (dopływ Wody Ujsolskiej)

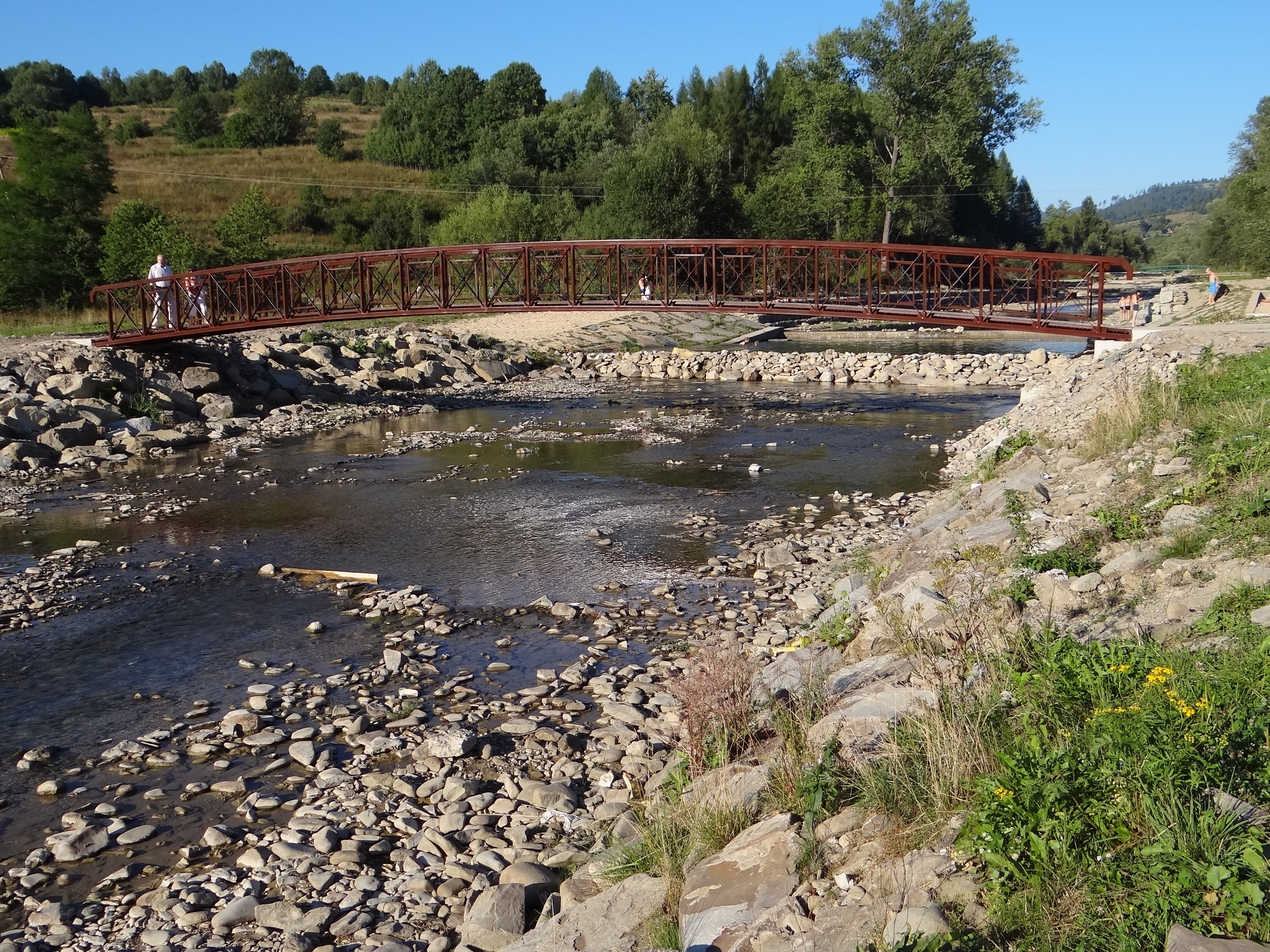
Bystra w Ujsołach

Bystra – potok, prawy dopływ rzeki Woda Ujsolska. Cała zlewnia Bystrej znajduje się w Beskidzie Żywieckim. Potok spływa głęboką doliną spod przełęczy Bory Orawskie w południowo-zachodnim kierunku i zasilany jest przez liczne potoki spływające z pasm górskich wznoszących się na obydwu zboczach tej doliny. Północno-zachodnie zbocza tworzą szczyty Rysianka, Lipowski Wierch, Boraczy Wierch i Redykalny Wierch, południowo-wschodnie biegnący granicą polsko-słowacka grzbiet od przełęczy Bory Orawskie po Krawców Wierch.
Za źródłowy potok Bystrej uznaje się potok mający źródła na wysokości około 1200 m pod Rysianką, po zachodniej stronie Hali Rysianka. Pozostałe większe potoki to: Zająców Potok, Śmierdzący Potok, Potok Gawłowskiego, Jakubowski Potok, Widły, Połom, Stara Piła, Kościelec, Straceniec, Potok Głęboki. W górnej części Bystrej, w okolicach przełęczy Bory Orawskie znajduje się na niej dwumetrowej wysokości wodospad. Występujące przy tej przełęczy czynne osuwisko może w przyszłości spowodować kaptaż, czyli przeciągnięcie wód Złotego Potoku na polską stronę.
Bystra przepływa przez miejscowość Złatna i Ujsoły, w których uchodzi do Wody Ujsolskiej na wysokości około 550 m. W dolinie Śmierdzącego Potoku, u podnóży Bacmańskiej Góry znajduje się na bystrej źródło wody siarkowodorowej, zwane Źródłem Matki Boskiej, któremu przypisuje się lecznicze właściwości.